# Füllenbruch
Das Naturschutzgebiet Füllenbruch liegt in Herford und Hiddenhausen, nordwestlich der Herforder Innenstadt sowie in den Hiddenhausener Ortsteilen Sundern und Oetinghausen. Die Untere Talstraße grenzt das Bruch gegen das Gewerbegebiet Herringhausen ab. Der geschützte Bereich hat eine Fläche von etwa 138,79 ha (davon ca. 21,15 ha davon auf Herforder Gebiet) und steht seit 1977 unter Naturschutz.
Das Füllenbruch war ursprünglich ein feuchtes Moor- und Waldgebiet (Bruch = feuchter Wald). Durch jahrhundertelange Bewirtschaftung ist es heute eine ausgedehnte Wiesenniederung und ein typisches Beispiel für eine historisch gewachsene Kulturlandschaft. Ab 1935 erfolgte die Begradigung des Düsedieksbach und die Entwässerung der Wiesenflächen, um diese besser nutzen zu können. Trotz zunehmender Ackernutzung bewirtschaften die Landwirte ihre Flächen hier auch heute noch überwiegend als Wiesen oder Weiden.
Das Niederungsgebiet ist eine sogenannte „Suberosionssenke“, die typisch für diese Region ist und besondere Bedeutung für das Landschaftsbild hat. Ziel der Naturschutzarbeit im Füllenbruch ist die Erhaltung und Entwicklung eines hohen Anteils feuchter Wiesen. Viele seltene Pflanzen- und Tierarten finden hier einen geeigneten Lebensraum.
Mähwiesen und Viehweiden bilden das Grünland im Füllenbruch.
Besonders wertvoll für den Naturschutz sind Wiesen, die nicht mehr gedüngt und erst ab Mitte Juni gemäht werden. Hier wachsen deutlich mehr Pflanzenarten, wie z. B. Wiesenschaumkraut und Kuckucks-Lichtnelke, als auf den stärker genutzten und nährstoffreichen Wiesen. Schmetterlinge und Heuschrecken finden mehr Nahrungspflanzen und Plätze für die Ablage ihrer Eier. Das Füllenbruch wird von der Biologischen Station Ravensberg e. V. mit Sitz in Kirchlengern betreut. Die Biologische Station arbeitet mit den ansässigen Landwirten zusammen, um Wiesen und Weiden naturverträglicher zu nutzen. Für Ertragsausfälle erhalten Landwirte, die z. B. nicht mehr düngen, Ausgleichszahlungen.
Die Trasse der ehemaligen Herforder Kleinbahn zwischen Herford und Enger durchzieht das Füllenbruch der Länge nach und ist heute ein beliebter Wander- und Radweg. Auch die BahnRadRoute Weser-Lippe verläuft durch das Füllenbruch.
In den 1950er Jahren befand sich im südöstlichen Bereich des Füllenbruchs unweit der Überführung der Umgehungsstraße über die Füllenbruchstraße ein Tierpark mit mehr als 50 Tierarten und über 300 Tieren. Dazu gehörte auch eine Gaststätte mit Biergarten.

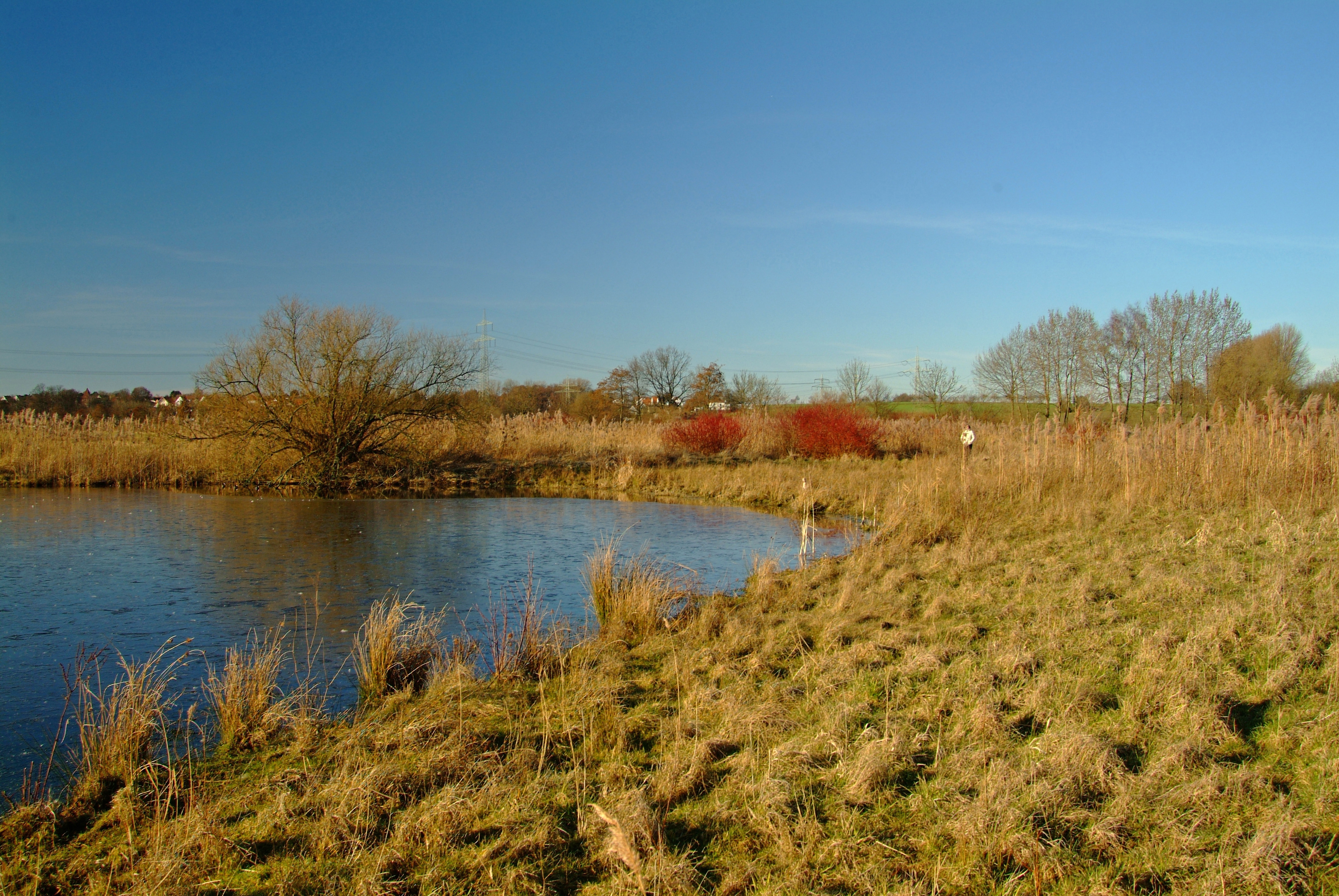
Teich im Naturschutzgebiet "Füllenbruch" in Herford
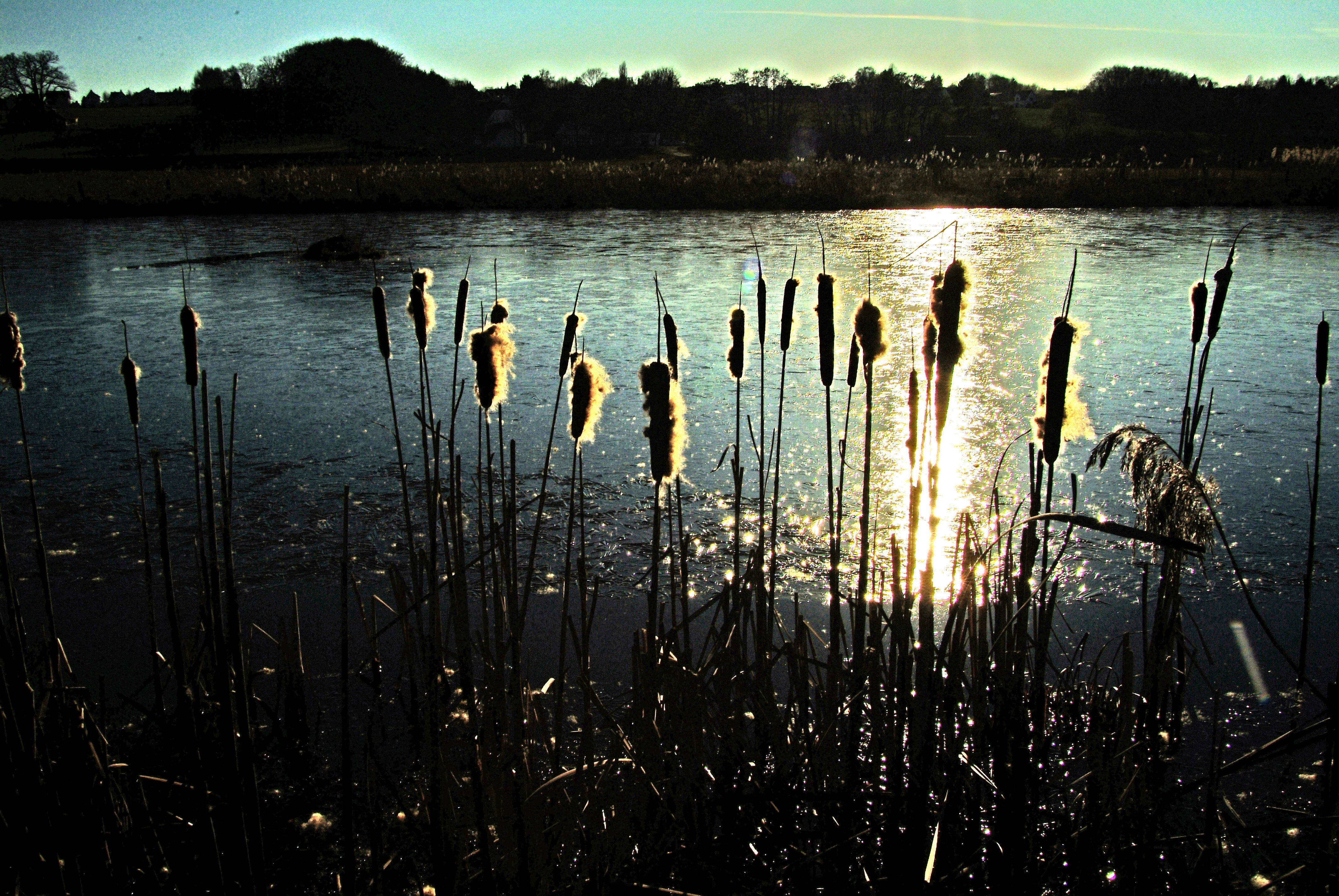
Rohrkolben im Naturschutzgebiet "Füllenbruch" in Herford
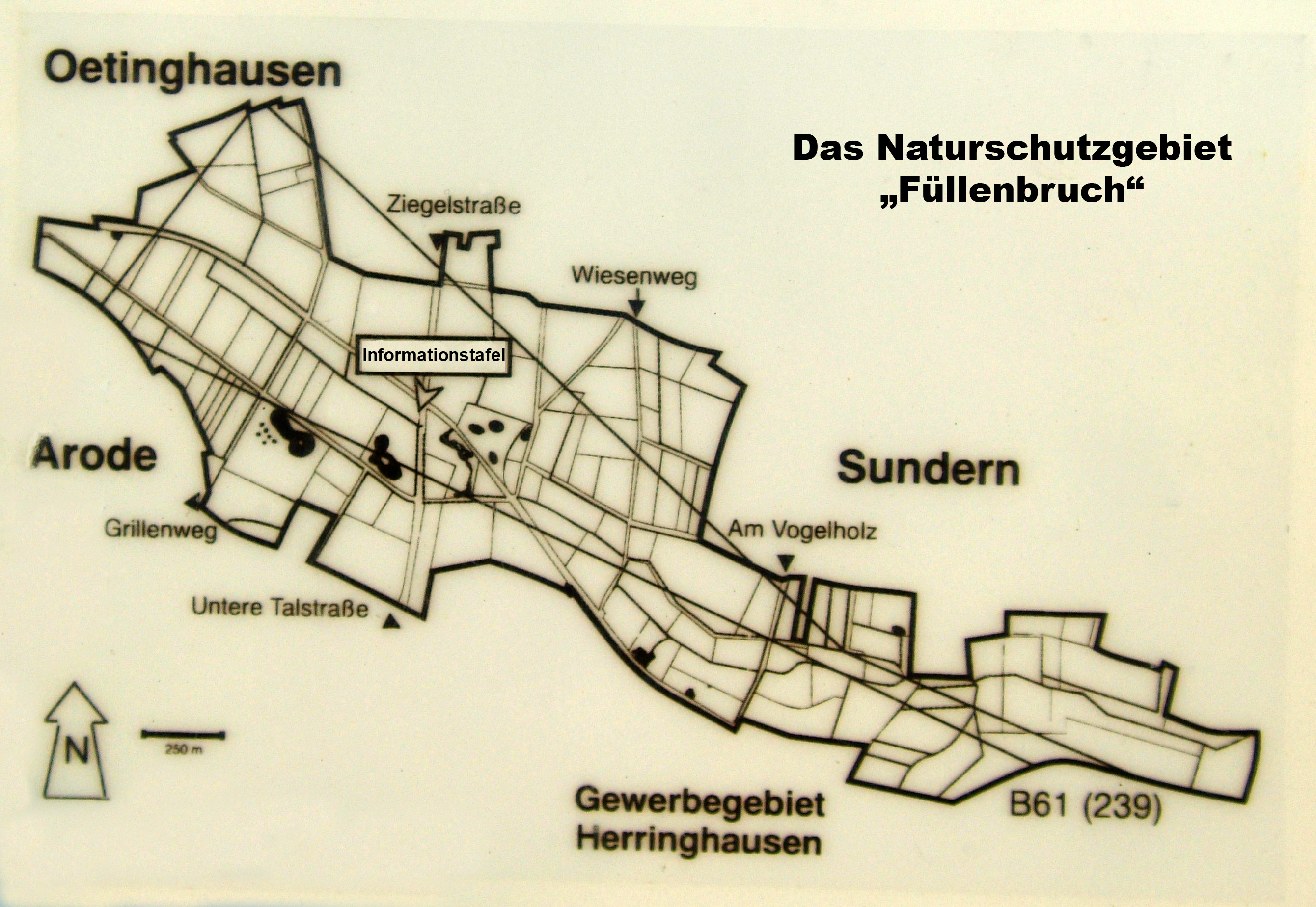
Karte des Naturschutzgebiets "Füllenbruch" in Herford
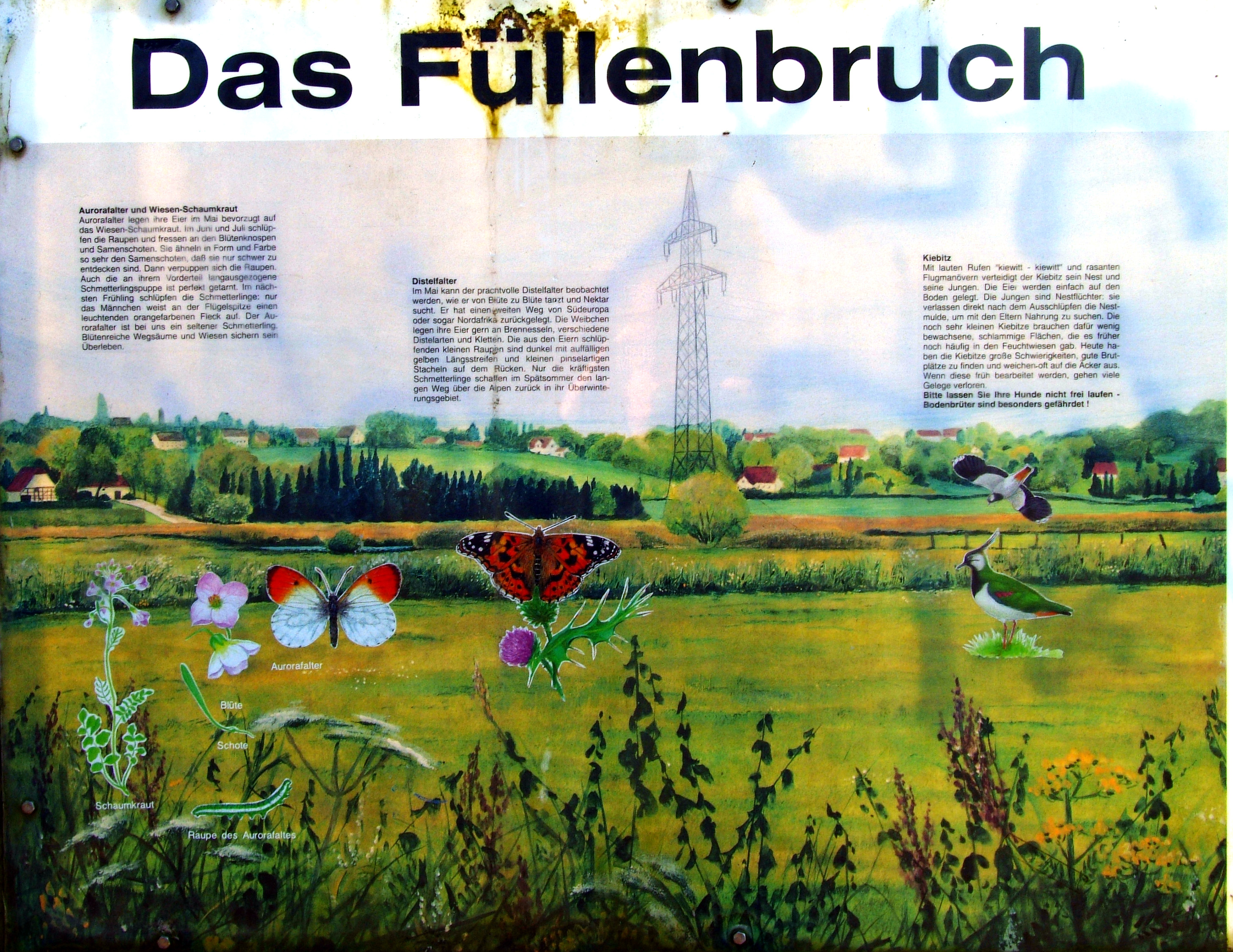
Informationstafel im Naturschutzgebiet "Füllenbruch" in Herford
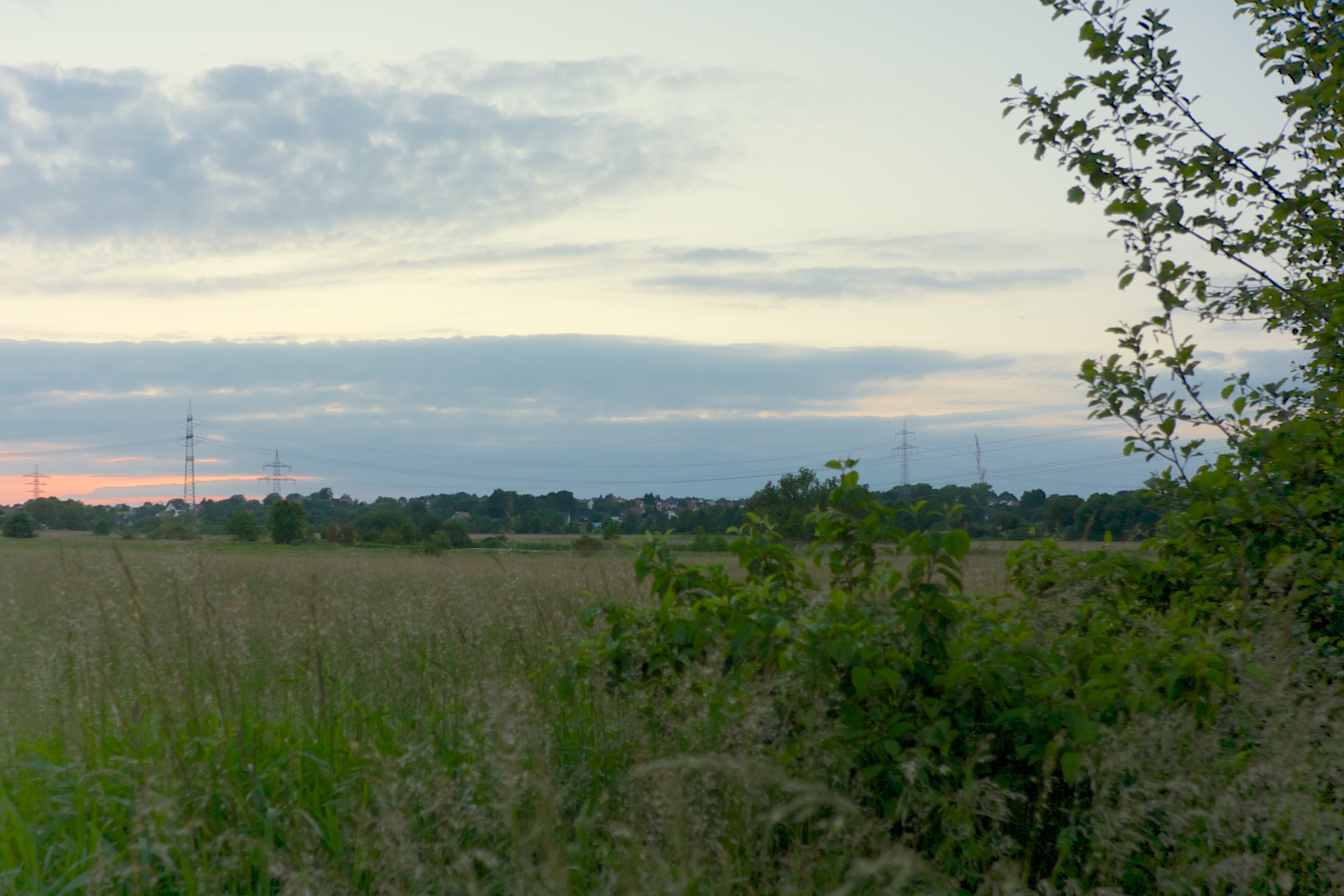
Abendstimmung im "Füllenbruch" in Herford